# ドライポイント
ドライポイント（drypoint）とは版画の技法のひとつ。
最も手軽な「銅版を鉄の針などで引っ掻くだけ」のものである｡

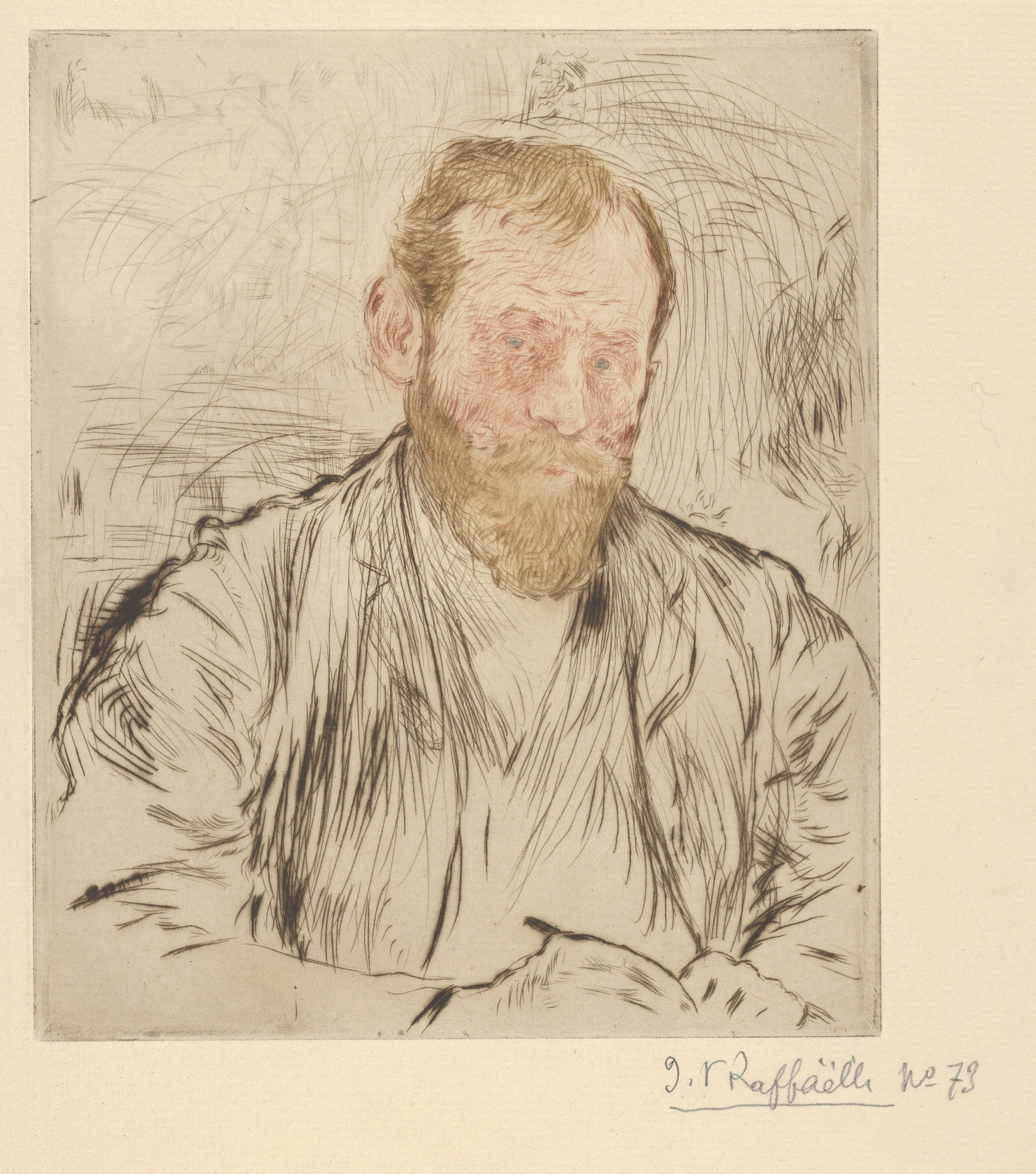
ジャン＝フランソワ・ラファエリによるドライポイントを用いた「自画像」(1893)

## 概要
「ポイント」と呼ばれる先端が鋼鉄や、ダイヤモンドが付いたきわめて硬度の高い針(ニードル)を使い、銅板に直に彫って描画する凹版技法。「ドライ」とは、エッチング用の腐蝕液を用いないことから、そして、尖った先端をもつ道具「ポイント」で刻描するので、ドライポイントという。彫られた線は均一な線ではなく、針で押し出された銅のささくれや、まくれなどを生かして刷ることも特徴の一つとされ、独特のタッチになる。
腐蝕液や防触剤などが必要なく、引っ掻くだけの簡単な技法なので、小中学校や初歩の銅版画教室で取り上げられることが多い技法である。ただ、手軽な技法ではあるが、ポイントで描画する際に針が銅版に引っ掛かり描きづらく、まくれを強く出すためには力が必要であったり、また、金属のめくれによって刷り上がりが変化するため、描画している時にトーンが把握しづらいなど、腐蝕液を使う技法であるエッチングに比べると、意外と描画が難しい。

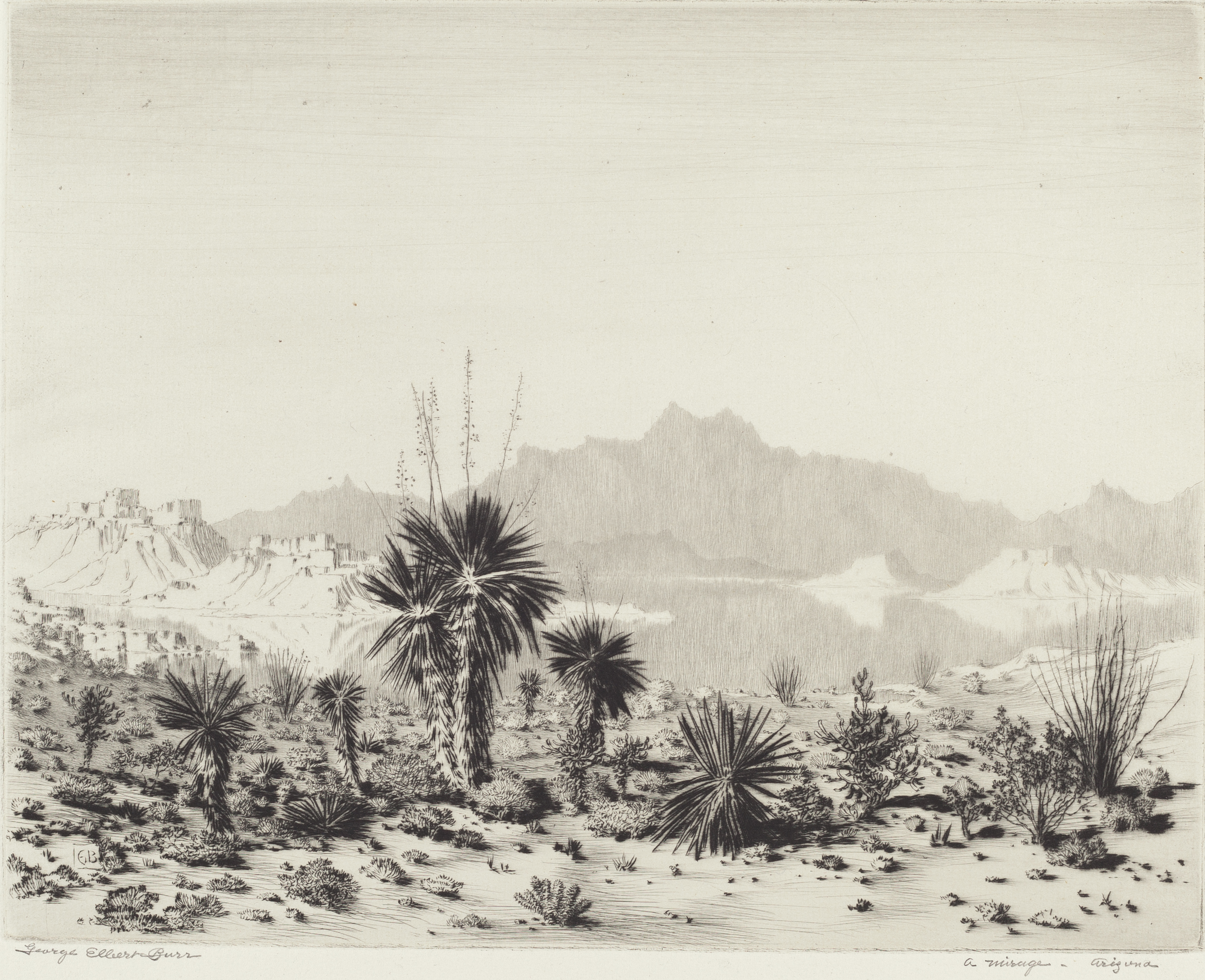
ジョージ・エルバート・バー「アリゾナの蜃気楼」(1929)

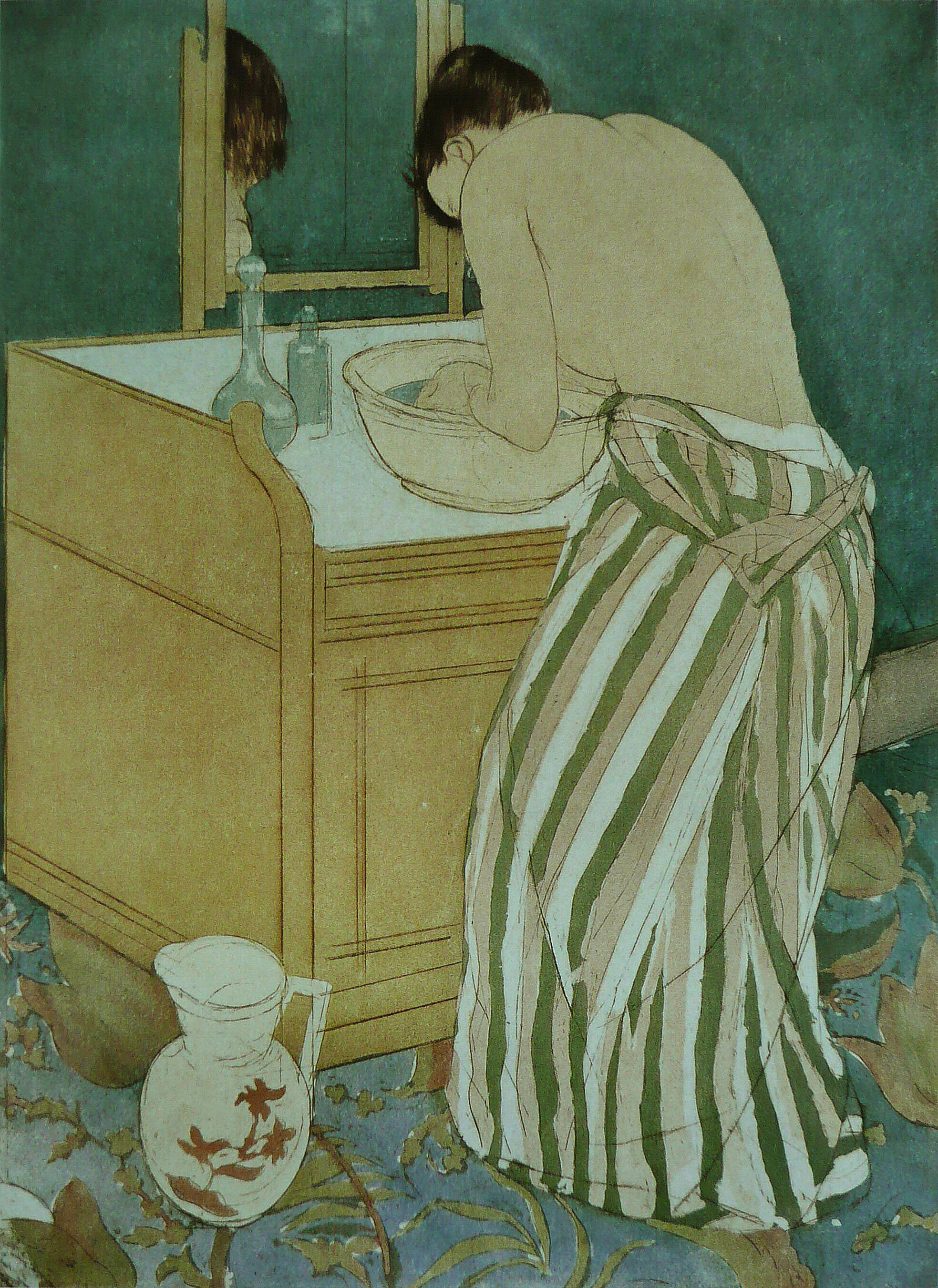
メアリー・カサット「Femme à sa toilette」(1890)ドライポイントとアクアチント

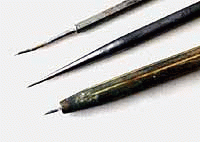
ドライポイント用のニードル